# Escuela Universitaria de Enfermería de Pontevedra
La Escuela Universitaria de Enfermería de Pontevedra es una escuela universitaria española fundada en 1974 en la ciudad de Pontevedra y con sede en el centro de la ciudad, en instalaciones del Hospital Provincial de Pontevedra.

## Historia
La Escuela Universitaria de Enfermería de Pontevedra tuvo sus orígenes en la antigua Escuela de Ayudantes Técnicos Sanitarios (ATS) de la Cruz Roja Española, creada en la ciudad en 1974. Esta escuela de enfermería fue creada por impulso del profesor de instituto y presidente delegado de la Cruz Roja de Pontevedra Marcelino Jiménez Jiménez, del director del Hospital Provincial de Pontevedra Manuel Castro-Rial Canosa y del presidente de la Diputación Provincial de Pontevedra José Luis Peláez Casalderrey y fue creada por la Diputación Provincial de Pontevedra. La Orden Ministerial de 19 de septiembre de 1974 del Ministerio de Educación autorizó el funcionamiento provisional de la escuela.
En 1975, por el decreto de 28 de enero de 1975, se autorizó la creación de la Escuela de Ayudantes Técnicos Sanitarios (ATS) de Pontevedra y se establecieron sus actividades académicas y teórico-prácticas en el "Gran Hospital Provincial" de la Diputación Provincial, se adscribió a la Facultad de Medicina de Santiago de Compostela y se aprobó su reglamento. Unos meses más tarde, por decreto de 2 de abril de 1975, se creó la Escuela de Ayudantes Técnicos Sanitarios en la Residencia Sanitaria de la Seguridad Social de Montecelo, en Pontevedra (actual Hospital Montecelo), adscribiéndose también a la Facultad de Medicina de Santiago de Compostela y aprobándose su reglamento.
En 1978, por Real Decreto 3117/1978, de 10 de noviembre, la Escuela de ATS de la Diputación de Pontevedra se transformó en Escuela Universitaria de Enfermería y quedó adscrita a la Universidad de Santiago de Compostela, impartiéndose así estudios universitarios de diplomatura.
En 1990, por decreto de la Consejería de Educación y Ordenación Universitaria de la Junta de Galicia para la segregación de los centros y servicios de la Universidad de Santiago de Compostela, en su artículo 1, la escuela quedó adscrita a la recién creada Universidad de Vigo.
La escuela estuvo ubicada en el antiguo hospicio provincial de la calle Sierra hasta 1993, año en que se trasladó a las plantas cuarta y quinta de uno de los edificios del Hospital Provincial de Pontevedra.
Desde septiembre de 2011, la Escuela imparte el Grado en Enfermería organizado en cuatro cursos académicos, conforme a la implantación del Proceso de Bolonia o Espacio Europeo de Educación Superior (EEES).

## Titulaciones
La escuela imparte estudios de Grado en Enfermería.

## Equipo directivo
El director de la escuela de enfermería desde 2010 es Miguel Ángel Piñón Cimadevila. La subdirectora es María Paz Diéguez Montes y la secretaria es María Teresa Hermo Gonzalo. El delegado de la universidad es Rafael Durán Barbosa.

## Organización
La Escuela de Enfermería es propiedad de la Diputación Provincial de Pontevedra, con una dotación económica de 500.000 euros anuales por parte de la Diputación.
La escuela está regida por una junta de gobierno compuesta, entre otros, por el director de la escuela, el presidente de la Diputación de Pontevedra, el director del Complejo Hospitalario Universitario de Pontevedra y un delegado de la universidad.